# Miach
Miach era hijo de Dian Cecht (el dios de la curación), y era un Tuatha Dé Danann. 

## Historia
Sustituyó el brazo de plata hecho para Nuada por su padre, por un brazo de carne y hueso; Dian Cecht lo mató fuera de sí de los celos, por poder hacer algo que él mismo no podía.